# 卡斯特里略-特赫列戈
卡斯特里略-特赫列戈，是西班牙卡斯蒂利亚-莱昂巴利亚多利德省的一个市镇。总面积36平方公里，总人口237人（2001年），人口密度7人/平方公里。